# Vandarve
Vandarve (Montia) er udbredt i Europa og Nordamerika. Det er små, enårige planter med hvide, 3-tallige blomster, hårløse skud og helrandede, modsatte blade. Her nævnes kun de to arter, som er vildtvoksende i Danmark.
| Arter |

- Liden vandarve (Montia verna)
- Stor vandarve (Montia fontana)